# Sergueï Outschakov
Serguei Outschakov (né le 11 mai 1968 à Arkhangelsk) est un coureur cycliste ukrainien. Soviétique, il fait ses débuts internationaux dans l'équipe de l'URSS, avec laquelle il participe en 1989 au Tour de l'Avenir. Il devient professionnel en 1993 et le reste jusqu'en 2002. Il a remporté 14 victoires et a remporté des étapes sur les trois grands tours.

## Biographie
Serguei Outschakov passe professionnel en 1993 dans l'équipe Lampre, avec laquelle il remporte une étape du Tour d'Espagne dès sa première saison professionnelle. En 1994, il rejoint l'équipe Polti. 
Après une saison 1994 sans victoire, il commence sa saison 1995 à l'Étoile de Bessèges. Il y remporte deux étapes et le classement général. La même année, il remporte une étape du Tour d'Italie. 
Vainqueur sur le Tour de France 1995 lors de l'étape Mende - Revel devant Lance Armstrong, il s'impose à nouveau sur le Tour 1997 à Perpignan devant Laurent Desbiens, mais est déclassé au profit de celui-ci pour avoir dévié de sa trajectoire durant son sprint.
Au cours de sa carrière, il remporte encore une étape du Tour d'Espagne en 1999. Il prend sa retraite à l'issue de la saison 2002.

## Palmarès

### Palmarès amateur
- 1988
  - 9e étape de l'Olympia's Tour
  - 2e étape du Tour de Pologne (contre-la-montre par équipes)
  - 2e du championnat d'URSS du contre-la-montre par équipes
- 1989
  - 3e du championnat d'URSS du contre-la-montre par équipes
- 1990
  - 5eb étape du Tour des régions italiennes (contre-la-montre)
  - 3e du Trophée Adolfo Leoni
- 1992
  - Giro del Mendrisiotto
  - 2e du Grand Prix du canton de Zurich
  - 3e du Tour de Hesse

### Palmarès professionnel
- 1993
  - 18e étape du Tour d'Espagne
- 1994
  - 3e du Grand Prix Mendrisio
- 1995
  - Étoile de Bessèges :
    - Classement général
    - 2e et 4e (contre-la-montre) étapes

  - 20e étape du Tour d'Italie
  - 13e étape du Tour de France
  - 10e de Paris-Nice
- 1996
  - 22e étape du Tour d'Italie
- 1997
  - 6e étape de la Ruta Mexico
  - GP Chiasso
  - 3e et 8e étapes du Tour de Catalogne
  - 7e de Milan-San Remo
- 1999
  - 10e étape du Tour d'Espagne
  - 4e étape du Tour de Saxe
- 2002
  - 2e étape de la Bicyclette basque

### Résultats sur les grands tours

#### Tour de France
6 participations
- 1993 : 97e
- 1994 : 63e
- 1995 : 74e, vainqueur de la 13e étape
- 1996 : hors-délais (6e étape)
- 1997 : 113e
- 1998 : non-partant (19e étape)

#### Tour d'Italie
5 participations
- 1994 : 21e
- 1995 : 73e, vainqueur de la 20e étape
- 1996 : 77e, vainqueur de la 22e étape
- 1997 : 94e
- 1998 : abandon (18e étape)

#### Tour d'Espagne
5 participations
- 1993 : 50e, vainqueur de la 18e étape
- 1995 : abandon (8e étape)
- 1996 : abandon (14e étape)
- 1998 : abandon (19e étape)
- 1999 : abandon (13e étape), vainqueur de la 10e étape